# Діогу Кошта
Діогу Кошта (порт. Diogo Costa, нар. 19 вересня 1999, Віла-даз-Авіш) — португальський футболіст, воротар клубу «Порту» та національної збірної Португалії.

## Клубна кар'єра
Народився 19 вересня 1999 року в місті Віла-даз-Авіш. Вихованець футбольної школи клубу «Порту», граючи у якій став переможцем молодіжного чемпіонату Португалії 2016 року та переможцем Юнацької ліги УЄФА 2018/19. З 2017 року також став залучатись до матчів резервної команди «Порту Б».

## Виступи за збірні
2015 року дебютував у складі юнацької збірної Португалії, взяв участь у 34 іграх на юнацькому рівні, пропустивши 24 голи. У складі команди до 17 років брав участь на юнацькому чемпіонаті Європи 2016 року. Діогу взяв участь у всіх шести матчах цієї першості і пропустив лише один м'яч (у фінальному матчі), зберігаючи свої ворота «сухими» п'ять зустрічей поспіль. Його збірна виграла турнір, обігравши іспанців в серії пенальті, Кошті вдалося відбити удар Ману Морланеса і принести таким чином перемогу своїй команді. З командою до 19 років став переможцем юнацького чемпіонату Європи 2018 року, зігравши у чотирьох з п'яти ігор і пропустивши лише фінал через травму.
2019 року з командою до 20 років поїхав на молодіжний чемпіонат світу.
| Дата       | Місто   | Господарі  | Результат | Гості              | Турнір                               | Голи | Примітки |
| ---------- | ------- | ---------- | --------- | ------------------ | ------------------------------------ | ---- | -------- |
| 9-10-2021  | Фару    | Португалія | 3 – 0     | Катар              | товариський матч                     | -    |          |
| 24-3-2022  | Порту   | Португалія | 3 – 1     | Туреччина          | Відбір до ЧС 2022                    | -1   |          |
| 29-3-2022  | Порту   | Португалія | 2 – 0     | Північна Македонія | Відбір до ЧС 2022                    | -    |          |
| 2-6-2022   | Севілья | Іспанія    | 1 – 1     | Португалія         | Ліга націй УЄФА 2022-2023 - 1-й етап | -1   |          |
| 9-6-2022   | Лісабон | Португалія | 2 – 0     | Чехія              | Ліга націй УЄФА 2022-2023 - 1-й етап | -    |          |
| 24-9-2022  | Прага   | Чехія      | 0 – 4     | Португалія         | Ліга націй УЄФА 2022-2023 - 1-й етап | -    |          |
| 27-9-2022  | Брага   | Португалія | 0 – 1     | Іспанія            | Ліга націй УЄФА 2022-2023 - 1-й етап | -1   |          |
| 24-11-2022 | Доха    | Португалія | 3 – 2     | Гана               | ЧС 2022 - 1-й етап                   | -2   |          |
| 28-11-2022 | Лусаїл  | Португалія | 2 – 0     | Уругвай            | ЧС 2022 - 1-й етап                   | -    |          |
| Усього     |         | Матчів     | 9         |                    | Голів                                | -5   |          |

## Титули і досягнення
- Переможець Юнацької ліги УЄФА (1):

«Порту»: 2018–19
- Чемпіон Португалії (2):

«Порту»: 2019–20, 2021–22
- Володар Кубка Португалії (4):

«Порту»: 2019–20, 2021–22, 2022–23, 2023–24
- Володар Суперкубка Португалії (3):

«Порту»: 2020, 2022, 2024
- Володар Кубка португальської ліги (1):

«Порту»: 2022–23
Збірні
- Юнацький чемпіон Європи (до 17 років): 2016[7]
- Юнацький чемпіон Європи (до 19 років): 2018[8]
- Переможець Ліги націй УЄФА: 2024-25

Особисті досягнення
- Воротар місяця Прімейра-ліги: вересень/жовтень 2024[9]